# Estación de Segovia-Guiomar
Estación de Segovia-Guiomar vasútállomás Spanyolországban, Segovia településen. Része a spanyol nagysebességű vasúthálózatnak.

## Vasútvonalak
Az állomást az alábbi vasútvonalak érintik:
- Madrid–Valladolid nagysebességű vasútvonal

## Kapcsolódó állomások
A vasútállomáshoz az alábbi állomások vannak a legközelebb:
- Madrid-Chamartín-Clara Campoamor
- Estación de Valladolid-Campo Grande

## Képgaléria

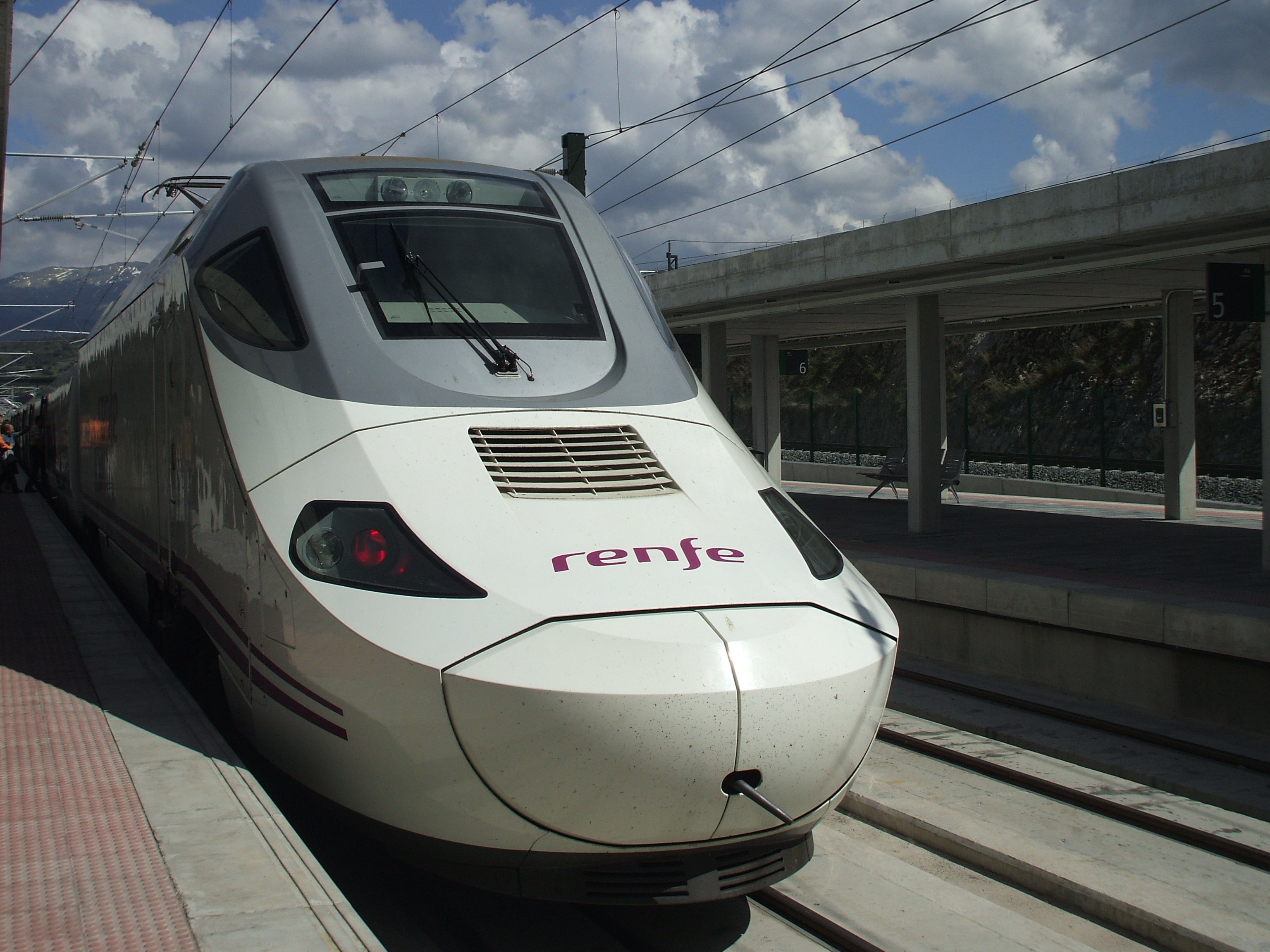
Alvia járat az állomáson
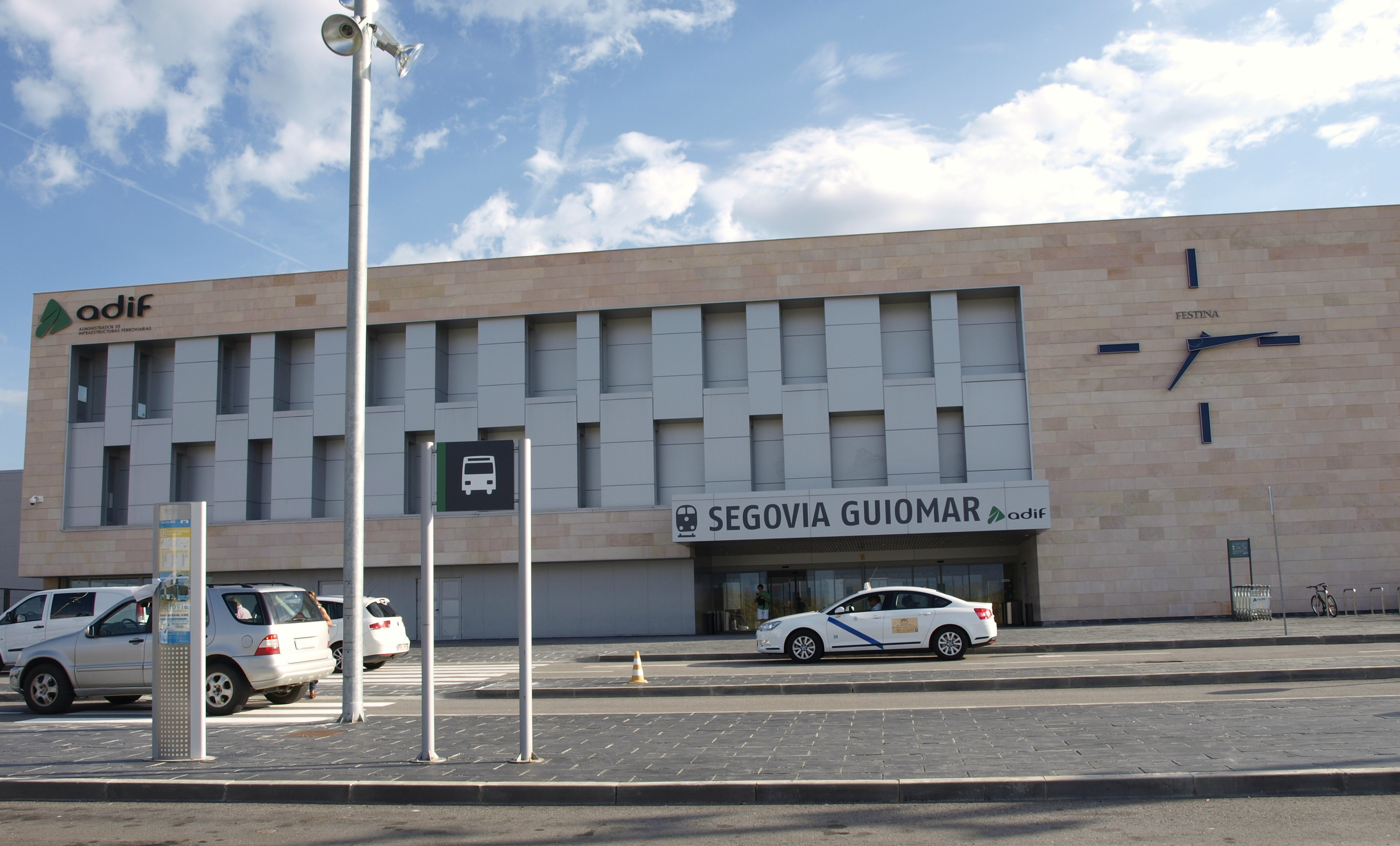
A bejárat
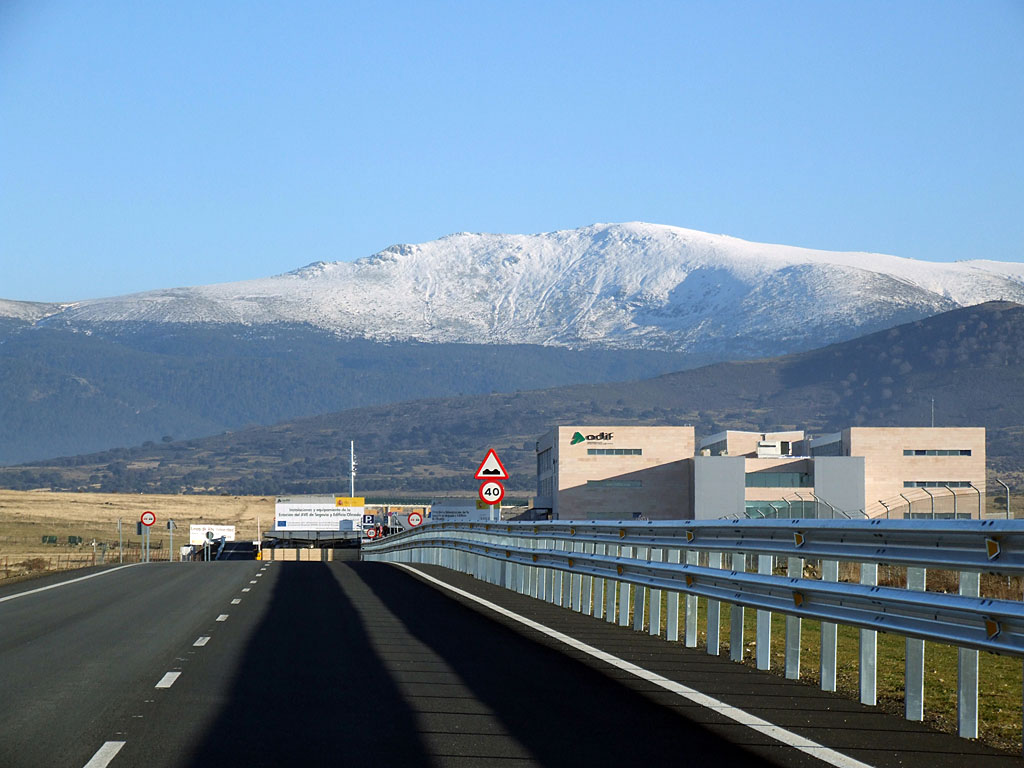
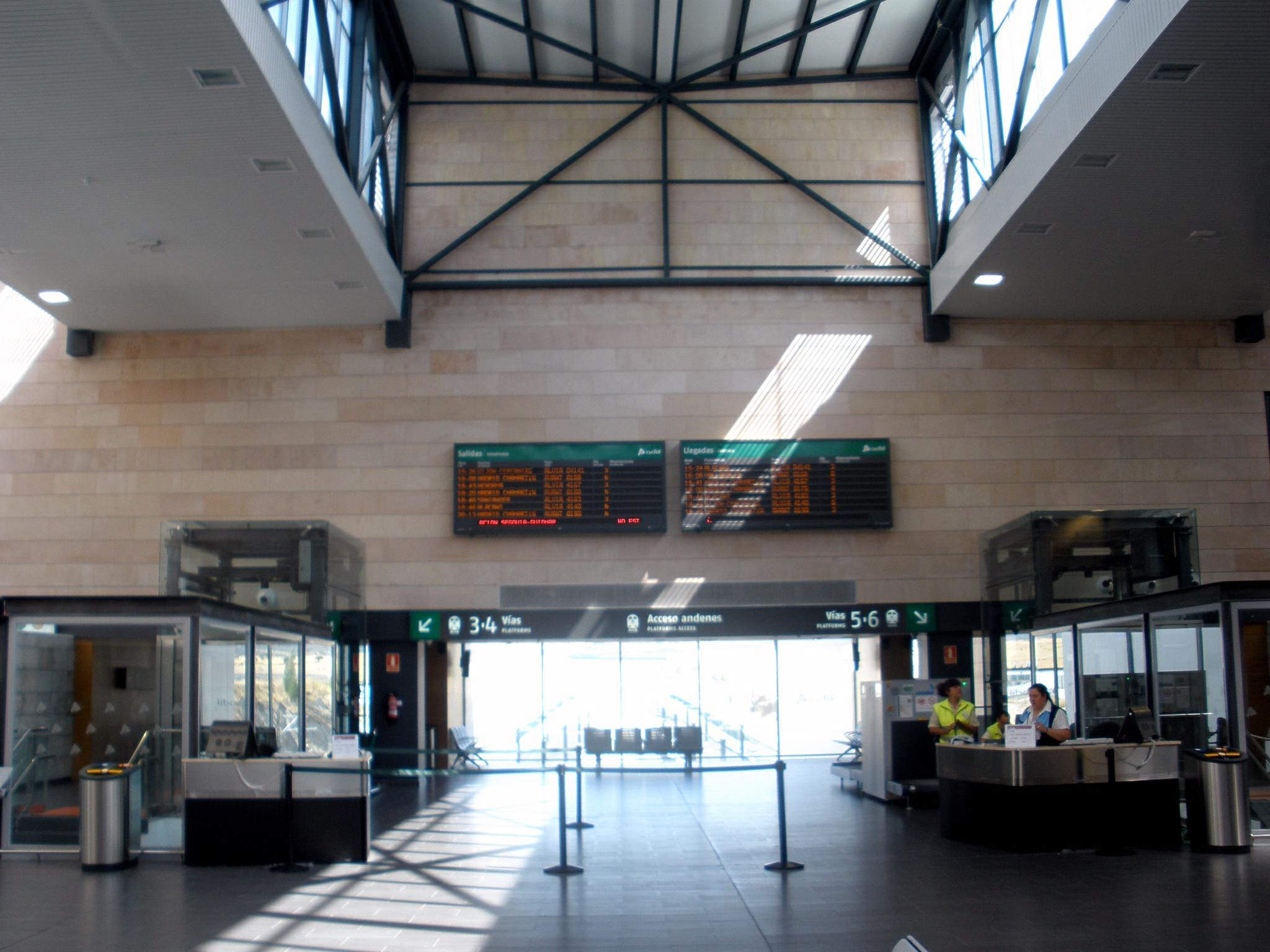
A váróterem
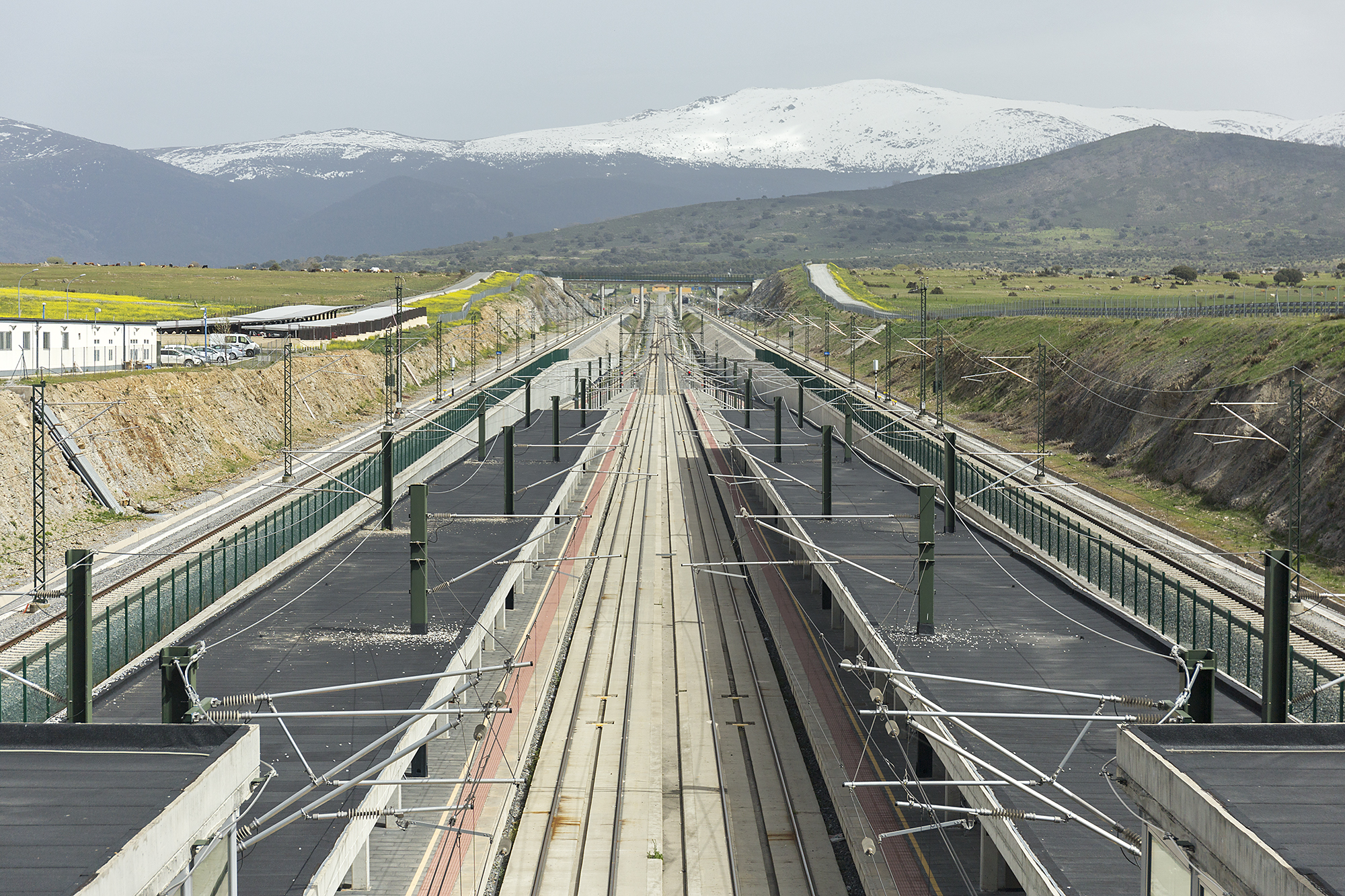